# Company of Strangers
Company of Strangers é o décimo primeiro álbum de estúdio da banda Bad Company, lançado em 1995.
| Críticas profissionais                                                      | Críticas profissionais |
| Avaliações da crítica                                                       | Avaliações da crítica  |
| Fonte                                                                       | Avaliação              |
| --------------------------------------------------------------------------- | ---------------------- |
| allmusic                                                                    | [ 1 ]                  |
| Esta tabela precisa de ser acompanhada por texto em prosa. Consulte o guia. |                        |

## Faixas
1. "Company of Strangers" (Robert Hart/Simon Kirke) - 5:14
2. "Clearwater Highway" (Robert Hart/Dave Colwell/Mick Lister) - 3:25
3. "Judas My Brother" (Robert Hart) - 4:45
4. "Little Martha" (Dave Colwell/Mick Lister/Kim Carnes/Terry Finley) - 2.57
5. "Gimme Gimme" (Mick Ralphs) - 3:32
6. "Where I Belong" (Dave Colwell/Mick Lister) - 4:02
7. "Down Down Down" (Mick Ralphs) - 3:19
8. "Abandoned and Alone" (Dave Colwell/Mick Lister) - 5:37
9. "Down and Dirty" (Mick Ralphs/Dave Colwell) - 4:51
10. "Pretty Woman" (Robert Hart/Mick Ralphs/Simon Kirke/Dave Colwell/Rick Wills) - 3:32
11. "You're the Only Reason" (Mick Ralphs) - 3:45
12. "Dance With the Devil" (Simon Kirke) - 3:04
13. "Loving You Out Loud" (Simon Kirke) - 2:49